# Monte Belo
Monte Belo is een gemeente in de Braziliaanse deelstaat Minas Gerais. De gemeente telt 12.852 inwoners (schatting 2009).

## Aangrenzende gemeenten
De gemeente grenst aan Alterosa, Areado, Cabo Verde, Juruaia, Muzambinho en Nova Resende.

## Verkeer en vervoer
De plaats ligt aan de weg BR-491.